# Veïnat d'en Llença
El Veïnat d'en Llença, o d'en Llense és un veïnat del terme comunal de Queixàs, a la comarca del Rosselló, de la Catalunya del Nord.
Està situat en el sector central de la meitat meridional del terme comunal al qual pertany, al nord-oest del poble dispers de Queixàs i del Veïnat de l'Escola, on hi ha la Casa del Comú. La carretera D - 2 passa entre les dues meitats en què se subdivideix aquest veïnat.
També és anomenat Veïnat de la Plaça perquè és el lloc que es fa servir de mercat.